# Ur-Quan

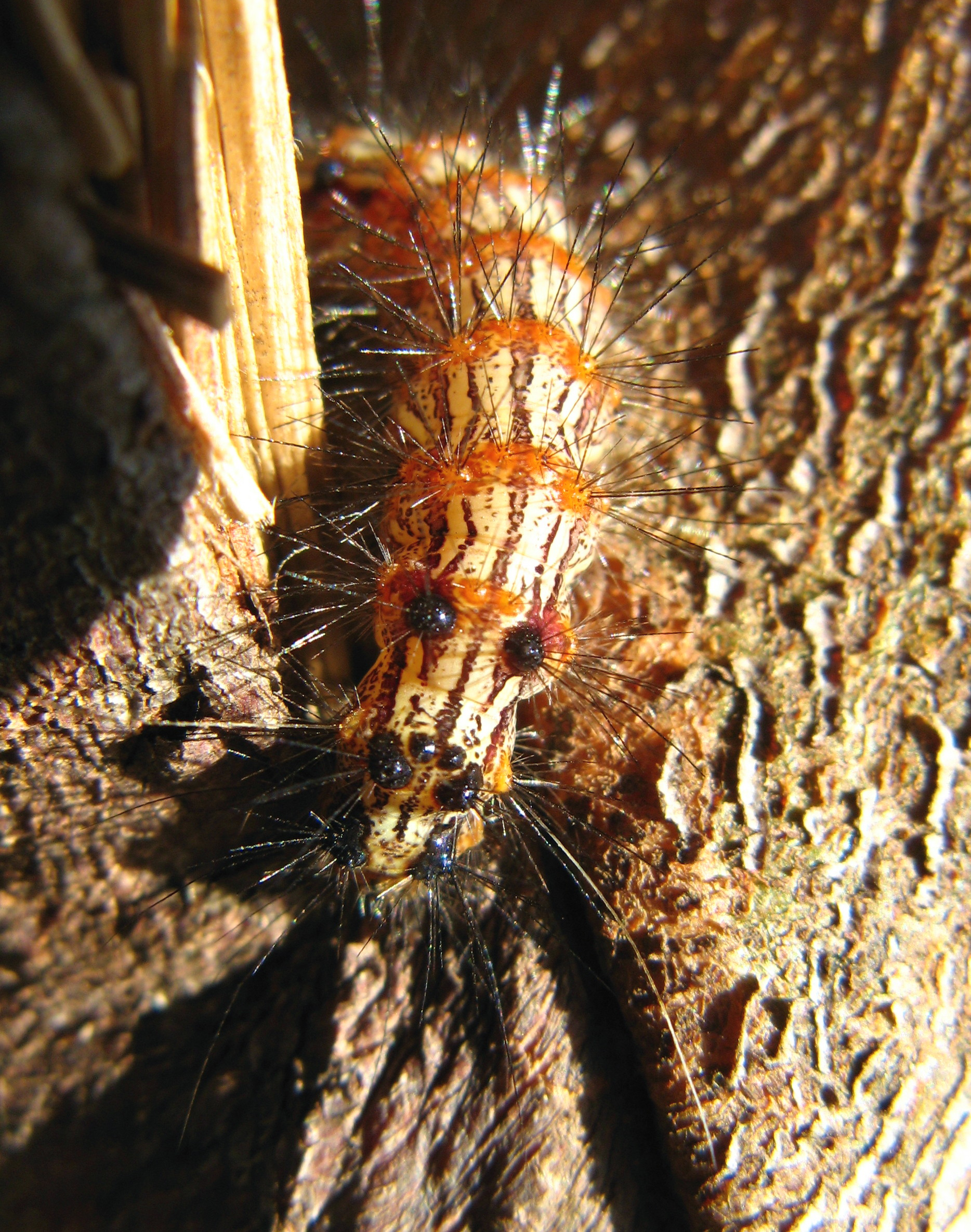
La représentation de l'Ur-Quan est basée sur des insectes tels que la chenille.

Ur-Quan est une race fictive de chenilles extraterrestres prédatrices dans la série de jeux vidéo Star Control, créée par Paul Reiche III et Fred Ford. Présentés en 1990, les Ur-Quan sont les principaux antagonistes du premier jeu, à la tête d'un empire galactique qui cherche à asservir la Terre. Ils reprennent leur rôle dans Star Control 2, qui développe leur histoire d'anciens esclaves qui ont depuis juré de se défendre farouchement. Au cours du jeu, les Ur-Quan entrent dans une guerre civile à propos de leur idéologie, donnant à la Terre l'occasion de les vaincre. Dans Star Control 3, qui a été développé par une autre équipe, les Ur-Quan s'allient à la Terre contre un autre antagoniste et leur rôle est réduit. Ils apparaissent à nouveau dans The Ur-Quan Masters (en), le remake open source de 2002 de Star Control II.